# بیوه‌مرغ دم‌دراز
بیوه‌مرغ دم‌دراز (نام علمی: Euplectes progne) نام یک گونه از سرده جولاهای چندزنه است.